# Франц (герцог Саксен-Кобург-Заальфельдский)
Франц Фридрих Антон Саксен-Кобург-Заальфельдский (нем. Franz Friedrich Anton von Sachsen-Coburg-Saalfeld; 15 июля 1750, Кобург, Саксен-Кобург-Заальфельд — 9 декабря 1806, Кобург) — герцог Саксен-Кобург-Заальфельдский (1800—1806). Дед британской королевы Виктории.

## Биография
Франц — сын герцога Эрнста Фридриха Саксен-Кобург-Заальфельдского  и Софии Антонии Брауншвейг-Вольфенбюттельской.
Франц стал герцогом в 1800 году после смерти отца. Он получил прекрасное всестороннее образование. Франц был большим знатоком в области искусств. Герцог имел огромную библиотеку и собрал книг больше, чем любой из саксен-кобургских герцогов. Он положил основание коллекции медных гравюр, в которую внёс около 300 000 экземпляров. В 1805 году Франц приобрёл под летнюю резиденцию замок Розенау.
30 августа 1801 года был награждён орденом Св. Андрея Первозванного.

## Брак и дети
В 1776 году Франц женился на Софии Саксен-Гильдбурггаузенской (1760—1776). Его жена умерла через несколько месяцев после свадьбы от гриппа, не оставив потомков.
Франц женился во второй раз в 1777 году на Августе Рейсс-Эберсдорфской (1757—1831). Дети:
- София (1778—1835), с 1804 года супруга графа Эммануэля Мейнсдорф-Пуйи;
- Антуанетта (1779—1824), с 1798 года замужем за Александром Вюртембергским;
- Юлиана (Анна Фёдоровна) (1781—1860), в 1796 году вышла замуж за великого князя Константина Павловича, развелись в 1820 году[6];
- сын (1782)
- Эрнст (1784—1844), герцог Саксен-Кобург-Готский, женат на принцессе Саксен-Гота-Альтенбурга Луизе;
- Фердинанд (1785—1851), женат на Марии Антонии Кохари;
- Виктория (1786—1861), в 1803 году вышла замуж за князя Эмиля Карла Лейнингенского (1763—1814), в 1818 году вышла замуж за Эдуарда Августа, герцога Кентского (родители будущей королевы Виктории);
- Марианна (1788—1794);
- Леопольд (1790—1865), будущий король Бельгии Леопольд I;
- Франц Максимилиан (1792—1793).

Франц Фридрих — прямой предок ныне правящих монархов Великобритании и Бельгии.